# Riccordia bicolor
O beija-flor-bicolor, também conhecido por colibri-bicolor (nome científico: Riccordia bicolor) é uma espécie de ave apodiforme pertencente à família dos troquilídeos, que inclui os beija-flores. Era, até cerca de setembro de 2021, o único representante do gênero Cyanophaia, atualmente um sinônimo monotípico. Por sua vez, era, consequentemente, a espécie-tipo deste gênero. Pode ser encontrada em altitudes entre nível do mar e 1000 metros acima do mesmo, onde se distribui endemicamente pelos territórios ultramarinos franceses de Dominica e Martinica nas Pequenas Antilhas.